# فاكهة مثمرة (فلم 1921)
فاكهة مثمرة (بالإنجليزية: The Fruitful Vine) هو فيلم صامت بريطاني، تم انتاجه عام 1921 من بطولة روبرت إنجلش وبازل راثبون.

## روابط خارجية
- مقالات تستعمل روابط فنية بلا صلة مع ويكي بيانات